# Beverly Matherne
Beverly Matherne (Louisiana, 15 de març de 1946) és una escriptora estatunidenca en francès. Nascuda a la vora del riu Mississipi, prop de la Nova Orleans, va estudiar literatura francesa a Berkeley. Forta defensora del francès a Louisiana, és membre del CIEF (Conseil International d'Études Francophones) i ha publicat poemes en diverses revistes i diversos poemaris bilingües en francès i anglès. Ha rebut diversos premis literaris i és professora de la Northern Michigan University. Beverly Matherne és un poeta molt apreciat del moviment IMMAGINE&POESIA. Resideix actualment a Marquette.

## Obra
- Images cadiennes (Cajun Images), 1994.
- Je me souviens de la Louisiane (I Remember Louisiana), 1994.
- La Grande Pointe (Grand Point), 1995.
- Le blues braillant (The Blues Cryin'), 1999.
- Lamothe-Cadillac: Sa jeunesse en France (Lamothe-Cadillac: His Early Days in France), 2009.
- Bayou Des Acadiens (Blind River), ~2016